# Ministr ochrany životního prostředí Izraele
Ministr ochrany životního prostředí Izraele (hebrejsky שר להגנת הסביבה‎, sar le-haganat ha-sviva) je člen izraelské vlády, který stojí v čele ministerstva životního prostředí. Jedná se o relativně malou funkci v rámci izraelské vlády. 

## Historie
Post ministra ochrany životního prostředí byl založen 22. prosince 1988 pod názvem ministr životního prostředí (hebrejsky שר לאיכות הסביבה‎, sar le-ejchut ha-sviva). Pod tímto názvem funkce existovala až do května 2006, kdy byla přejmenována na současný název.

## Seznam ministrů
| ministr        | strana       | vláda    | funkční období          |
| -------------- | ------------ | -------- | ----------------------- |
| Roni Milo      | Likud        | 23.      | 22.12.1988 - 07.03.1990 |
| Rafa'el Edri   | Ma'arach     | 23.      | 22.12.1988 - 15.03.1990 |
| Jicchak Šamir  | Likud        | 24.      | 11.06.1990 - 13.07.1992 |
| Ora Namir      | Strana práce | 25.      | 13.07.1992 - 31.12.1992 |
| Josi Sarid     | Merec        | 25., 26. | 31.12.1992 - 18.06.1996 |
| Rafa'el Ejtan  | Comet        | 27.      | 18.06.1996 - 06.07.1999 |
| Dalia Icik     | Jeden Izrael | 28.      | 06.07.1999 - 07.03.2001 |
| Cachi Hanegbi  | Likud        | 29.      | 07.03.2001 - 28.02.2003 |
| Jehudit Na'ot  | Šinuj        | 30.      | 28.02.2003 - 17.10.2004 |
| Ilan Šalgi     | Šinuj        | 30.      | 17.10.2004 - 04.12.2004 |
| Šalom Simchon  | Strana práce | 30.      | 10.01.2005 - 23.11.2005 |
| Gideon Ezra    | Kadima       | 30., 31. | 18.01.2006 - 31.03.2009 |
| Gilad Erdan    | Likud        | 32.      | 31.03.2009 - 18.03.2013 |
| Amir Perec     | ha-Tnu'a     | 33.      | 18.03.2013 – 11.11.2014 |
| Avi Gabaj      | Kulanu       | 34.      | 14.05.2015 – 17.05.2020 |
| Gila Gamli'el  | Likud        | 35.      | 17.05.2020 – 13.06.2021 |
| Tamar Zandberg | Merec        | 36.      | 13.06.2021 – 29.12.2022 |
| Idit Silman    | Likud        | 37.      | 29.12.2022 –            |

| náměstek    | strana                    | vláda | funkční období          |
| ----------- | ------------------------- | ----- | ----------------------- |
| Jig'al Bibi | Národní náboženská strana | 24.   | 20.11.1990 - 13.07.1992 |
| Ofir Akunis | Likud                     | 33.   | 09.12.2014 - 14.05.2015 |